# Бушево (Шамотульський повіт)
Бушево (пол. Buszewo) — село в Польщі, у гміні Пневи Шамотульського повіту Великопольського воєводства.
Населення — 176 осіб (2011).

## Демографія
Демографічна структура станом на 31 березня 2011 року:
|          | Загалом | Допрацездатний вік | Працездатний вік | Постпрацездатний вік |
| -------- | ------- | ------------------ | ---------------- | -------------------- |
| Чоловіки | 92      | 20                 | 69               | 3                    |
| Жінки    | 84      | 19                 | 56               | 9                    |
| Разом    | 176     | 39                 | 125              | 12                   |